# Högskär (vid Perkala, Iniö)
Högskär är en ö i Finland. Den ligger i Skärgårdshavet och i kommunen Pargas i landskapet Egentliga Finland, i den sydvästra delen av landet. Ön ligger omkring 47 kilometer väster om Åbo och omkring 190 kilometer väster om Helsingfors.
Öns area är 5,9 hektar och dess största längd är 490 meter i öst-västlig riktning. I omgivningarna runt Högskär växer i huvudsak barrskog.